# Pedro Reszka
Pedro Abelardo Reszka Moreau (* 10. Juni 1872 in Antofagasta; † 6. März 1960 in Santiago de Chile) war ein chilenischer Maler.
Reszka besuchte das Liceo de Hombres in Valparaíso und studierte Zeichnen bei Juan Francisco González. Ab 1893 war er an der Academia de Bellas Artes Schüler von Cosme San Martín und Pedro Lira. 1901 leitete er die chilenische Delegation bei der Pan-American Exposition in Buffalo. Nach seiner Rückkehr nach Chile erhielt er ein staatliches Stipendium für einen Studienaufenthalt in Paris. Er setzte dort seine Ausbildung bei Fernand Humbert fort, besuchte die Klasse von Jean Paul Laurens und wurde in den Salon der Société des Artistes Français aufgenommen.
Bei Ausbruch des Ersten Weltkrieges kehrte er nach Chile zurück und begann, Malerei zu unterrichten. 1918 war er Gründer der Sociedad Nacional de Bellas Artes, deren Präsident er bis zu seinem Tode war. 1947 wurde er mit dem Premio Nacional de Arte ausgezeichnet. Werke Reskas befinden sich u. a. im Besitz des Museo Nacional de Bellas Artes und in der Pinakothek der Universidad de Concepción.